# 柳亭左龍 (3代目)
三代目 柳亭 左龍（りゅうてい さりゅう）は、落語家。二名いる。
- 三代目柳亭左龍 - 当該項目で記述
- 三代目柳亭左龍 - 後∶五街道雲輔

三代目 柳亭 左龍（りゅうてい さりゅう、安政2年（1855年）10月 - 大正末年の9月5日）は、東京の落語家。本名：瀬川 栄助。

## 経歴
- 明治の極初めに初代左龍の門下で右楽から右龍になる。
- 明治30年代に4代目橘家圓喬の門下で岩喬。
- その後2代目三遊亭小圓朝の門下で三遊亭圓新。
- 1924年10月に3代目柳亭左龍襲名。
- 1925年の番付を最後に消息不明。その直後没した模様。

## 芸歴
- 初代柳亭左龍に入門、「右楽」を名乗る。
- 「右龍」と改名。
- 明治30年代∶四代目橘家圓喬門下に移籍、「岩喬」と改名。
- 二代目三遊亭小圓朝の門下に移籍、「圓新」と改名。
- 1924年10月∶「三代目柳亭左龍」を襲名。